# Oxinoxisidae
Oxinoxisidae es una familia de foraminíferos bentónicos de la Superfamilia Hormosinelloidea, del Suborden Hormosinina y del Orden Lituolida. Su rango cronoestratigráfico abarca desde el Famenniense (Devónico superior) hasta el Misisípico (Carbonífero inferior).

## Discusión
Clasificaciones previas incluían Oxinoxisidae en la Superfamilia Lituoloidea, así como en el Suborden Textulariina o en el Orden Lituolida.

## Clasificación
Oxinoxisidae incluye al siguiente género:
- Oxinoxis †